# تپه چغارونی
تپه چغارونی مربوط به دوران نوسنگی است و در شهرستان خرم‌آباد، بخش پاپی، دهستان سپیددشت، ۸ کیلومتری شمال غربی روستای گازه، منطقه رونه واقع شده و این اثر در تاریخ ۸ بهمن ۱۳۸۵ با شمارهٔ ثبت ۱۷۰۲۷ به عنوان یکی از آثار ملی ایران به ثبت رسیده است.